# Åstjärnen (Borgsjö socken, Medelpad, 694270-150781)
Åstjärnen är en sjö i Ånge kommun i Medelpad och ingår i Ljungans huvudavrinningsområde. Sjön har en area på 0,0454 kvadratkilometer och ligger 377 meter över havet.

## Delavrinningsområde
Åstjärnen ingår i det delavrinningsområde (694401-150771) som SMHI kallar för Utloppet av Västanå-Grössjön. Medelhöjden är 379 meter över havet och ytan är 7,41 kvadratkilometer. Räknas de 2 avrinningsområdena uppströms in blir den ackumulerade arean 21,43 kvadratkilometer. Grössjöbäcken som avvattnar avrinningsområdet har biflödesordning 3, vilket innebär att vattnet flödar genom totalt 3 vattendrag innan det når havet efter 104 kilometer. Avrinningsområdet består mestadels av skog (84 procent). Avrinningsområdet har 0,67 kvadratkilometer vattenytor vilket ger det en sjöprocent på 9 procent.